# لانزدیل پایینی

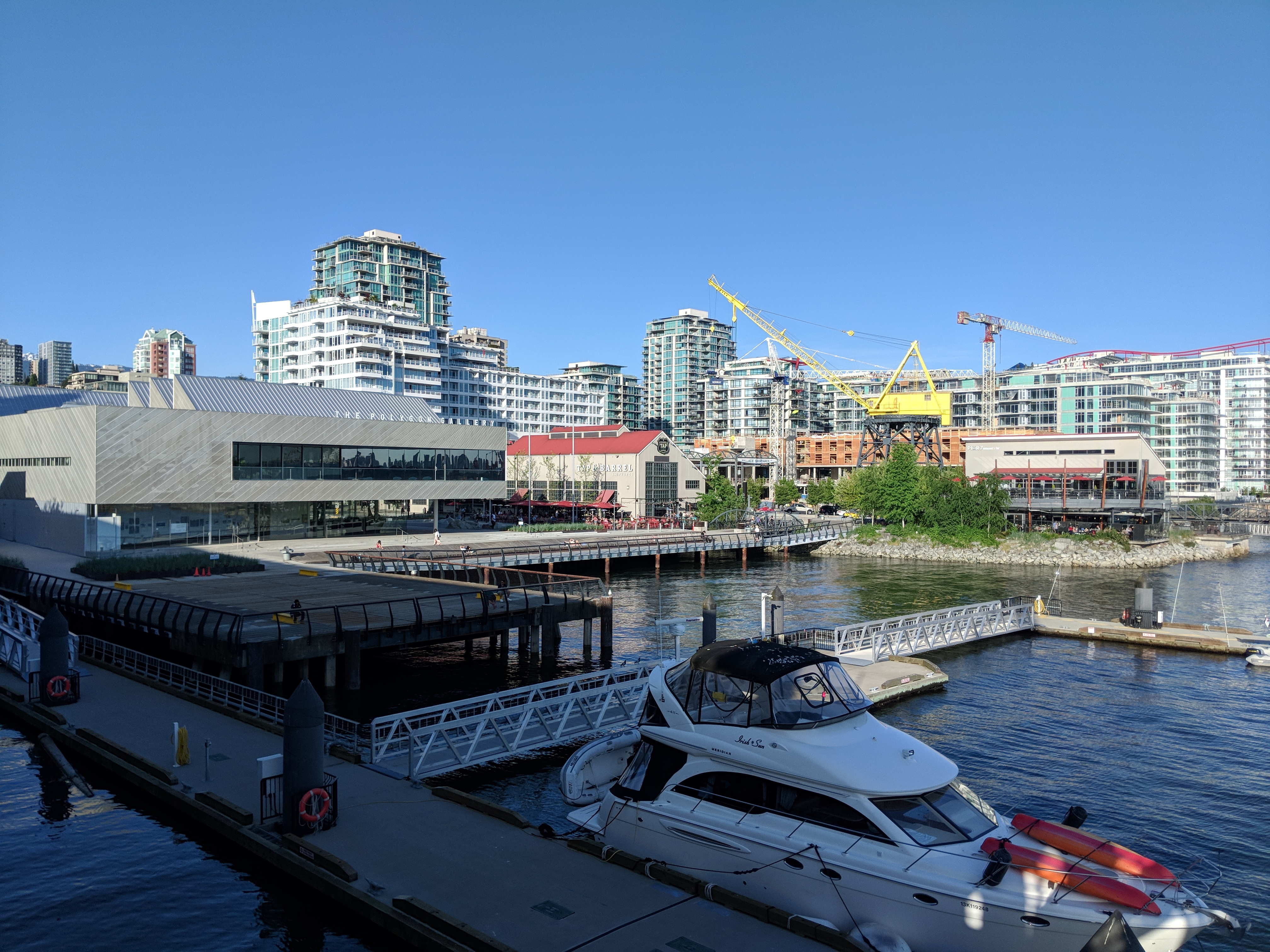
نمایی از محلهٔ ساحلی پایین لانزدیل در شهر ونکوور شمالی - ۲۰۱۸

پایین لانزدیل (انگلیسی: Lower Lonsdale) یک محله ساحلی تاریخی در شهر ونکوور شمالی است. پایین لانزدیل از خیابان لانزدیل از اسکله لانزدیل به Keith Road می‌رود. این منطقه با احساس پیشروی کسب‌وکارهای مد روز، یک فروشگاه جنسی سطح بالا، فروشگاه‌های تناسب اندام در فضای باز، کافه‌های متنوع، و رستوران‌های متنوع مشخص می‌شود. با سابقه کشتی‌سازی، در سال ۲۰۲۱ پایین لانزدیل تحت یک فرایند بزرگ تجدید آب‌نما قرار گرفت.